# Breedvinzaagstaartkathaai
De breedvinzaagstaartkathaai (Galeus nipponensis) is een vissensoort uit de familie van de Pentanchidae. De wetenschappelijke naam van de soort is voor het eerst geldig gepubliceerd in 1975 door Nakaya.